# Royal Watercolour Society
La Royal Watercolour Society est une institution britannique réunissant des peintres aquarellistes.
C'est une institution distincte du Royal Institute of Painters in Water Colours (en).

## Historique
Elle est fondée en 1804 par William Frederick Wells sous le nom de Society of Painters in Water Colours (Société de peintres aquarellistes). Ses premiers membres étaient : William Sawrey Gilpin, Robert Hills, John Claude Nattes, John Varley, Cornelius Varley, Francis Nicholson, Samuel Shelley, William Henry Pyne et Nicholas Pocock.
En 1812, la Société devient la Society of Painters in Oil and Watercolours (Société de peintres à l'huile et à l'aquarelle) mais elle revient à son nom original en 1820. Elle obtient une charte royale en 1881, sous la présidence de Sir John Gilbert et est renommée en conséquence en Royal Society of Painters in Water Colours (Société royale de peintres aquarellistes). En 1988, elle change à nouveau de dénomination et devient la Royal Watercolour Society.
Parmi ses membres, elle a compté John Frederick Lewis qui en fut président de 1851 à 1858, Charles Edwin Fripp, Reginald Drew, David Murray Smith, Marianne Stokes, John Charles Dollman et Helen Allingham qui fut la première femme membre à plein temps. Elle compte aussi parmi ses membres George Price Boyce. 
Au XXIe siècle, elle compte notamment parmi ses membres les aquarellistes Bernard Fleetwood-Walker, Sonia Lawson, Elizabeth Blackadder et David Remfry.

## Présidents
- William Sawrey Gilpin (1804–1806)
- William Frederick Wells (1806-1807)
- John Glover (1808)
- Ramsay Richard Reinagle (1808-1812)
- Francis Nicholson (1812-1813)
- John Warwick Smith (1814)
- John Glover (1815)
- Joshua Cristall (1816)
- John Warwick Smith (1817-1818)
- Joshua Cristall (1819)
- George Fennell Robson (1820)
- Joshua Cristall (1821-1831)
- Copley Fielding (1831-1855)
- John Frederick Lewis (1856-1858)
- John Frederick Tayler (1858-1870)
- Sir John Gilbert (1871-1897)
- Ernest Waterlow (1897-1913)
- Alfred Parsons (1913-1920)
- Herbert Hughes-Stanton (1920-1936)
- William Russell Flint (1936-1956)
- Robert Austin (1957-1973)
- Andrew Freeth (1974-1976)
- Ernest Greenwood (1976-1984)
- Maurice Sheppard (1984-1987)
- Charles Bartlett (1987-1992)
- Leslie Worth (1992-1995)
- Richard Seddon (1995-1996)
- John Doyle (1996-2000)
- Francis Bowyer (2000-2003)
- Trevor Frankland (2003-2006)
- Richard Sorrell (2006-2009)
- David Paskett (2009-2012)
- Thomas Plunkett (2012–présent)